# Cynarctina
Cynartines
Sous-tribu
Les Cynarctina (Cynartines) sont une sous-tribu éteinte de canidés de la sous-famille des Borophaginae et originaires d’Amérique du Nord.
Ils ont vécu au Miocène moyen du Langhien, jusqu'au début du Miocène supérieur (Tortonien), il y a environ entre 15,97 et 10,3 Ma (millions d'années), existant pendant environ 5,7 millions d'années. Les cynarctines avaient des cuspides arrondies sur leurs molaires, semblables à celles observées chez des ours modernes, ce qui suggère qu'ils étaient probablement omnivores.

## Liste des genres
Selon Paleobiology Database (16 mars 2020) :
- † genre Cynarctus McGrew, 1937
- † genre Paracynarctus Wang et al. 1999

## Publication originale
- (en) Paul O. McGrew, « The Genus Cynarctus », Journal of Paleontology, vol. 11, no 5,‎ juillet 1937, p. 444-449 (lire en ligne, consulté le 16 mars 2020).